# Jesper Björnlund
Jesper Björnlund, född 30 oktober 1985 i Jukkasjärvi, svensk freestyle- och puckelpiståkare. Björnlund tävlade till och med 2008 för Kiruna BK, men bytte då klubb till Åre slk. Han avslutade sin aktiva karriär 2011 och blev tränare för svenska freestylelandslaget.
Han tog sin första seger i världscupen i freestyle den 11 december 2009 och följde dagen efter upp med sin andra världscupseger. Tredje segern säsongen 2009/10 tog han på hemmaplan i Åre.

## OS
- Turin 2006 - Femma
- Vancouver 2010 - Åtta